# Vim (folyó)
A Vim (oroszul: Вымь) folyó Oroszország európai részén,  Komiföldön, a Vicsegda jobb oldali mellékfolyója.
Névváltozatok: Julva (Юлва); a felső szakaszon: Emba (Эмба).
Régi, helyi neve Jemva (Емва). A név obi-ugor eredetű és 'szent folyó'-t jelent.

## Földrajz
Hossza: 499 km, vízgyűjtő területe: 25 600 km², évi közepes vízhozama: 196 m³/sec.
A Tyimani-hátságon ered és nagyrészt a hátság területén folyik dél felé. Uszty-Vim településnél ömlik a Vicsegdába, 298 km-re annak torkolatától. Vízgyűjtő területén fekszik Komiföld második legnagyobb tava, a Szindor. Tajgával borított völgye a felső és a középső szakaszon keskeny, az alsó szakaszon 2–3 km széles és ott erősen mocsaras. 
Legnagyobb, jobb oldali mellékfolyója a 255 km hosszú Jolva (Ёлва, Иолва.) A Vim és mellékfolyói általában október végén, november elején befagynak, a tavaszi jégzajlás április végén, május elején kezdődik. 
Felső folyásán több mint 100 km-en keresztül egyáltalán nincs település. A folyón lejjebb, 65 km-re a torkolattól fekszik Jemva, a Knyazspogoszti járás székhelye. 1985 óta város (kb. 14 000 fő). Az 1930-as évek közepétől több mint tíz évig a Gulag egyik helyi központja volt. 
Valaha a Vim az Urálon át vezető kereskedelmi vízi út része volt, mely kapcsolatot teremtett Észak-Európa és Észak-Ázsia között. A folyóval kapcsolatos Permi Szent István misszionáriusi tevékenysége, a komik (zürjének) között ő kezdte el a térítést.